# 法人成り
法人成り（ほうじんなり）とは、個人事業主が手続きを行い、株式会社や合同会社などの法人に成り代わることである。
法人成りを行うことにより、個人事業主として経営を行うよりも利益を得られる場合がある。

## 税金・社会保険
個人事業主の所得に対しては所得税などが課せられるのに対し、法人に対しては法人税などが課せられる。所得税は超過累進課税で計算されるため、所得が多いほど税率が高くなる。法人税も資本金1億円以下の普通法人の場合は、800万円以下の部分とそれ以上の部分に対する超過累進課税である。個人の場合は所得税・住民税・個人事業税、法人の場合は法人税・法人住民税・法人事業税・地方法人税・特別法人事業税とあり、計算はややこしいが、最高税率は法人の方が低いため、ある水準の所得を超えた場合、法人の方が税率が低い。

### 消費税の免除
消費税は原則として、その事業年度の基準期間の課税売上高に応じて納税義務が生ずるので、新設の法人はそれがないため、結果として納税義務は免除されることとなる。なお、その事業年度の基準期間のない法人のうち、その事業年度の期首資本金が1,000万円以上の場合は特例で納税義務は免除されない。また、2023年10月から施行されたインボイスの発行事業者になる場合にも納税義務は免除されない。

### 社会保険・労働保険の適用
業種や従業員数に関わらず、労働保険（雇用保険・労災保険）や社会保険（健康保険・厚生年金保険）の強制適用事業となり、信用の増大や従業員の福利厚生に資する。また、社会保険は、法人成りすれば代表者自身も被保険者として保険給付の恩恵にあずかることができる。

## 手続き
社会保険・労働保険の適用事業所になることで、保険関係成立届の提出などの手続きや経費が必要となる。同様に、商業登記や税金申告にかかる費用等も必要となる。従業員の保険料は原則労使折半（労災保険の保険料は全額事業主負担）で事業主が負担しなければならない。

### 労働保険
労働保険の保険料の徴収等に関する法律（通称：徴収法）第3条、4条の規定によって、法人が設立された時点で、法律上当然に保険関係が成立するので、事業主は、法人設立の日（当日起算）から10日以内に、「保険関係成立届」を提出しなければならない。
ただ、労働保険事務組合に労働保険の事務処理を委託しているか否かによって、提出先が異なる。労働保険事務組合に労働保険の事務処理を委託していれば、所轄公共職業安定所長に、そうでなければ、所轄労働基準監督署長に、それぞれ書類を提出する決まりになっている。

### 医療保険
健康保険・船員保険の事業所や被保険者資格に関する各種手続きは、日本年金機構（所轄年金事務所）に提出する。
健康保険組合に加入しない場合、事業所は全国健康保険協会の適用事業所となる。健康保険組合を設立する事もでき、一社での単独設立の場合は、一般被保険者が常時700人以上、複数の法人が集まって共同で設立する場合は、一般被保険者が合算して常時3,000人以上という要件を満たさなければならない。また、健康保険組合を設立するのであれば、その法人に使用される一般被保険者の2分の1以上の同意（共同設立の場合は、一般被保険者の2分の1以上の同意を各社について得なければならない。）を得て規約を作り、厚生労働大臣の認可を得なければならない。
但し、従前から国民健康保険組合に加入している個人事業主が法人化した際には、日本年金機構の所轄年金事務所に健康保険被保険者適用除外承認申請を提出し承認されれば、健康保険として国民健康保険組合への加入を継続することが可能である。

### 年金
厚生年金は、法人設立の日（当日起算）から5日以内（船舶であれば10日以内）に、日本年金機構（所轄年金事務所）に提出する。

### 税金
法人を設立したときは、法人設立から二月以内に「法人設立届出書」、給与の支払を始めるときは一月以内に「給与支払事務所等の開設届出書」を所轄税務署に提出する。必要に応じて、「青色申告の承認申請書」や源泉所得税に係る「納期の特例申請書」、消費税に係る届出書なども所定の期限までに提出する。その他、地方税の届出もある。